# Thoricourt
Thoricourt is een dorp in de Belgische provincie Henegouwen, en een deelgemeente van de Waalse gemeente Opzullik. Tot 1 januari 1977 was het een zelfstandige gemeente. 

## Bezienswaardighen
- De Onze-Lieve-Vrouwekerk (Église Sainte-Vierge) is een classicistisch kerkgebouw van 1772-1775.
- Het Kasteel d'Auxy de Launois gaat waarschijnlijk tot de 17e eeuw terug. Het werd uitgebreid in 1750 en de gevels werden in de 19e eeuw nog gewijzigd. Hierbij behoren enkele dienstgebouwen en het geheel bevindt zich in een park.
- Het Kasteel van Thoricourt (Château de Thoricourt) werd voornamelijk gebouwd in 1768. De orangerie en de vijvers zijn van 1830.

## Natuur en landschap
Ten noorden van Thoricourt ligt het Bois de Cambron. De hoogte aan de kerk bedraagt 91 meter en de hoogte loopt op tot 106 meter.

## Demografische ontwikkeling
- Bronnen:NIS, Opm:1831 tot en met 1970=volkstellingen, 1976= inwoneraantal op 31 december

## Taal
De streek van Opzullik had evenals Edingen en Hove lang een tweetalig karakter. Gedeeltelijk is dit nog steeds het geval; zoals dit tot uiting komt in het volgen van het populaire tweetalig onderwijs in de streek en het feit dat veel ouders hun kinderen naar Nederlandstalige scholen sturen in Vlaanderen.

## Afbeeldingen

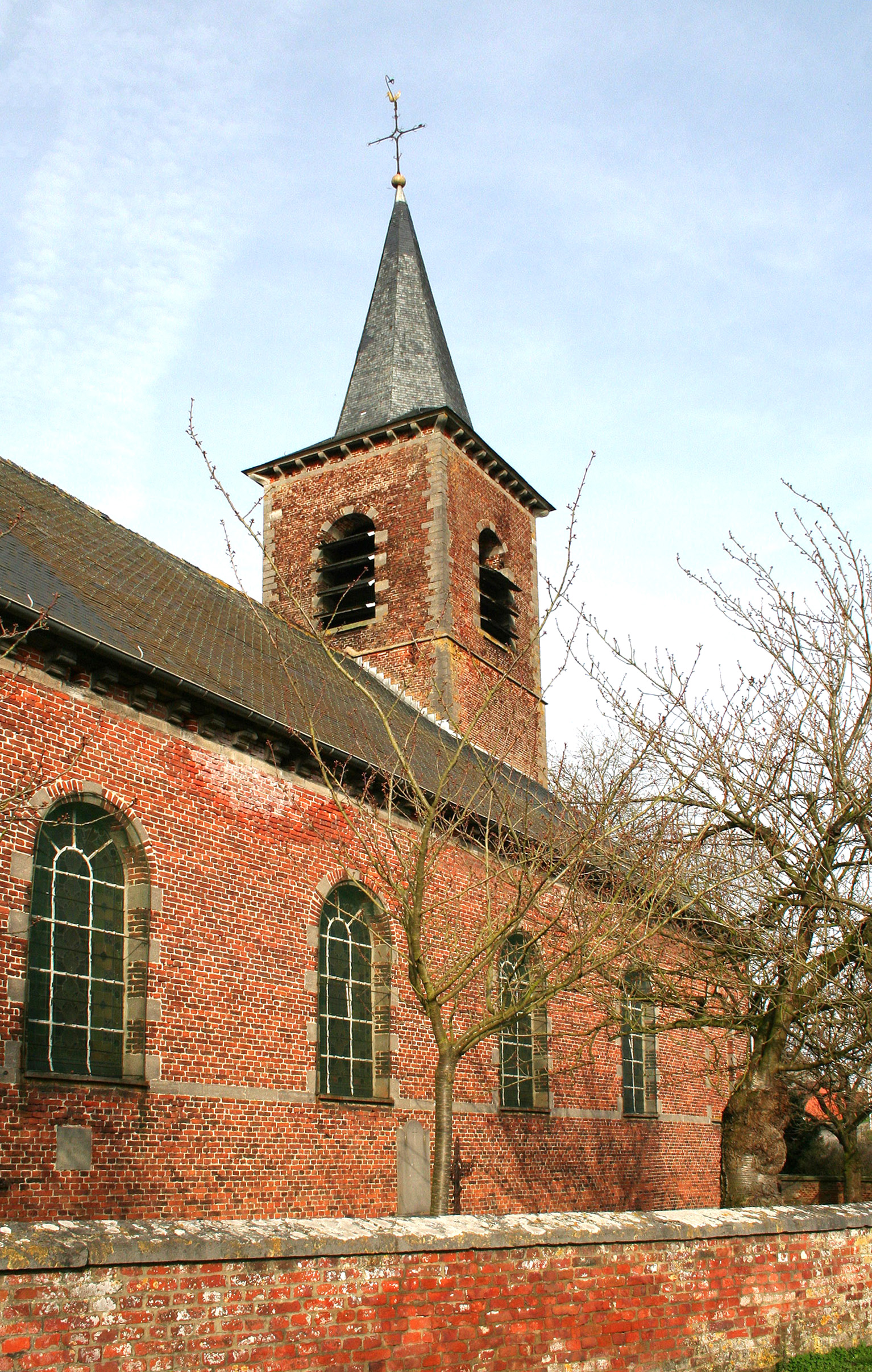
Eglise Sainte-Vierge
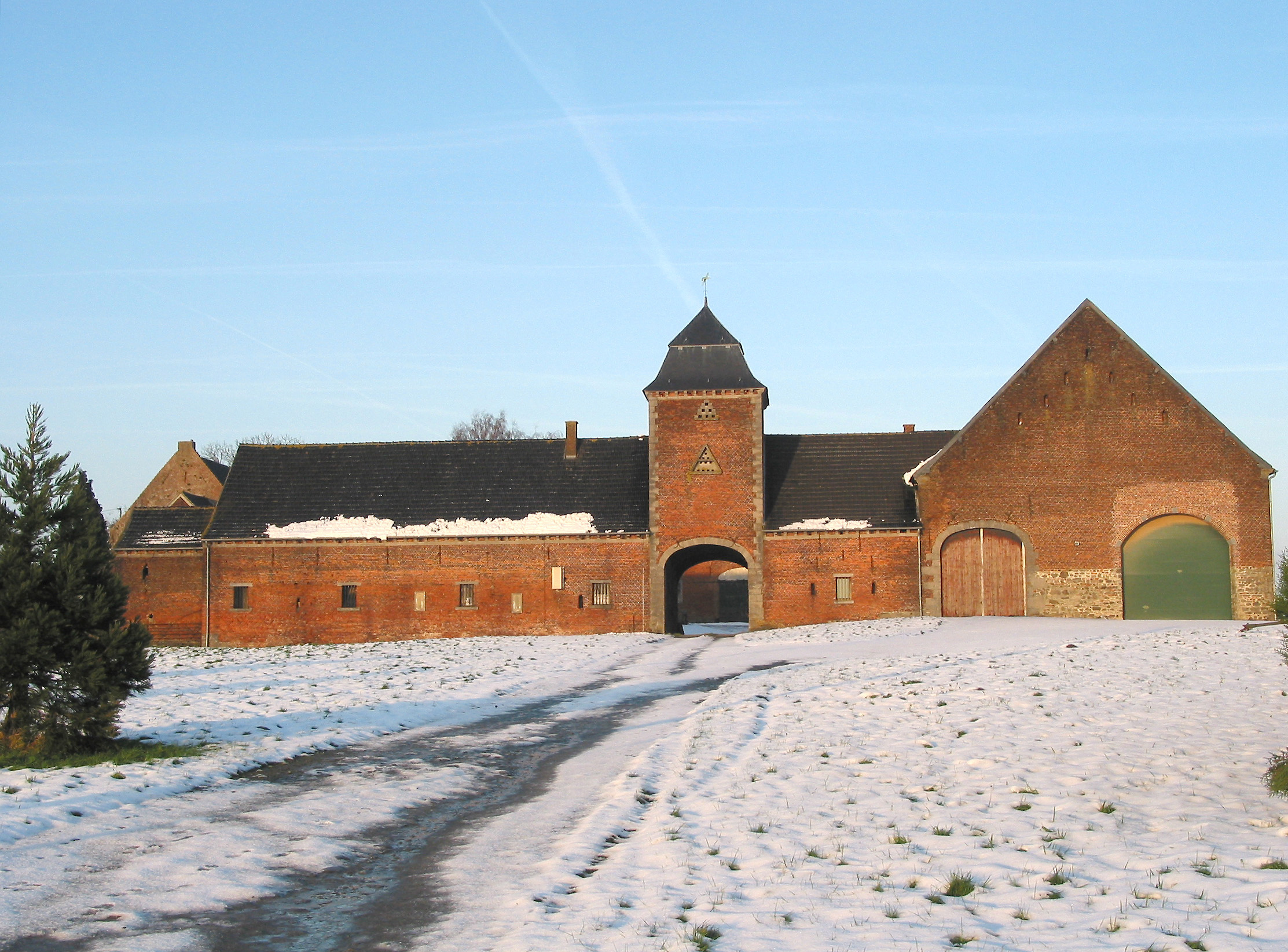
Boerderij van Lombisœul (XVIIIde eeuw)
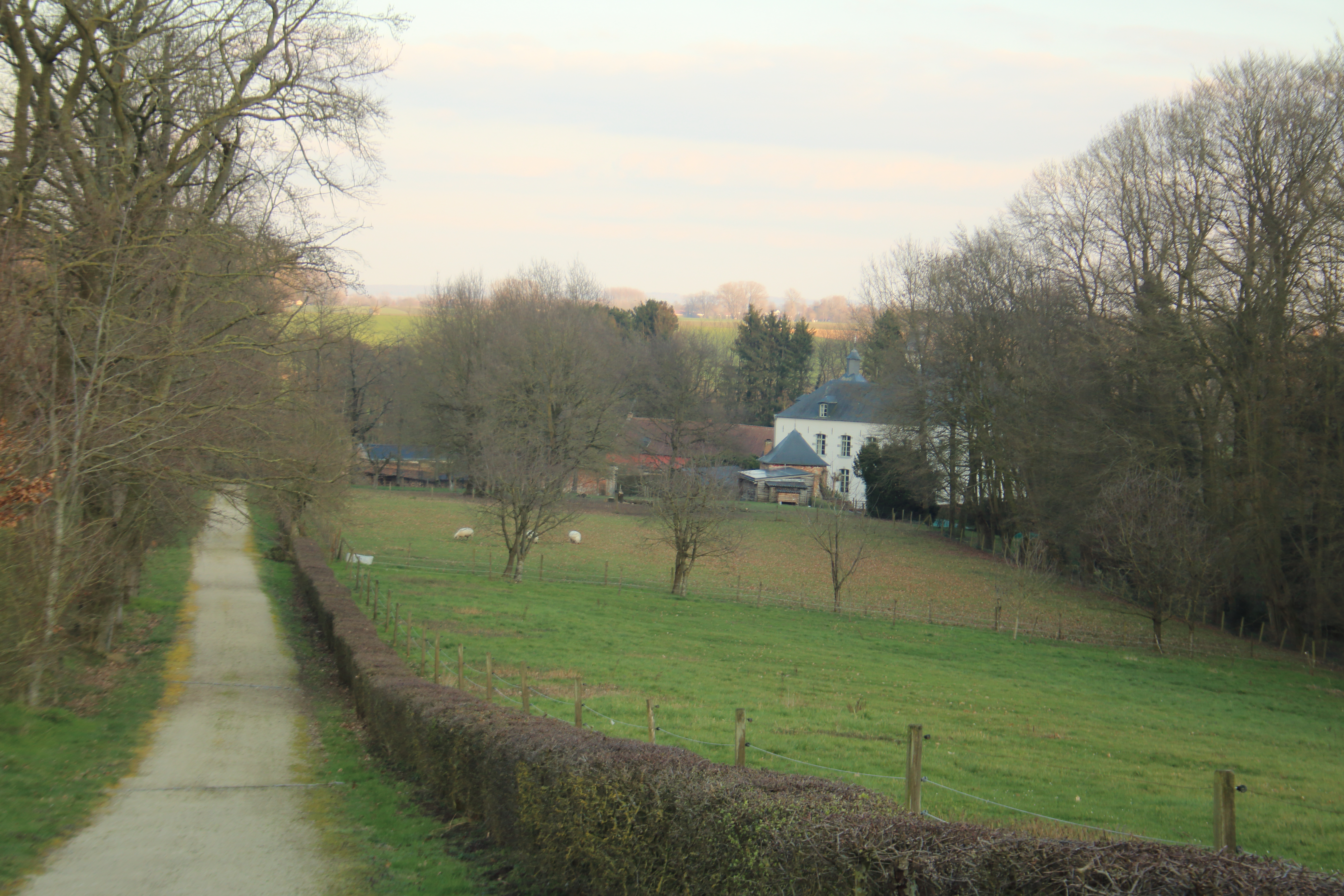
Kasteel d'Auxy de Launois
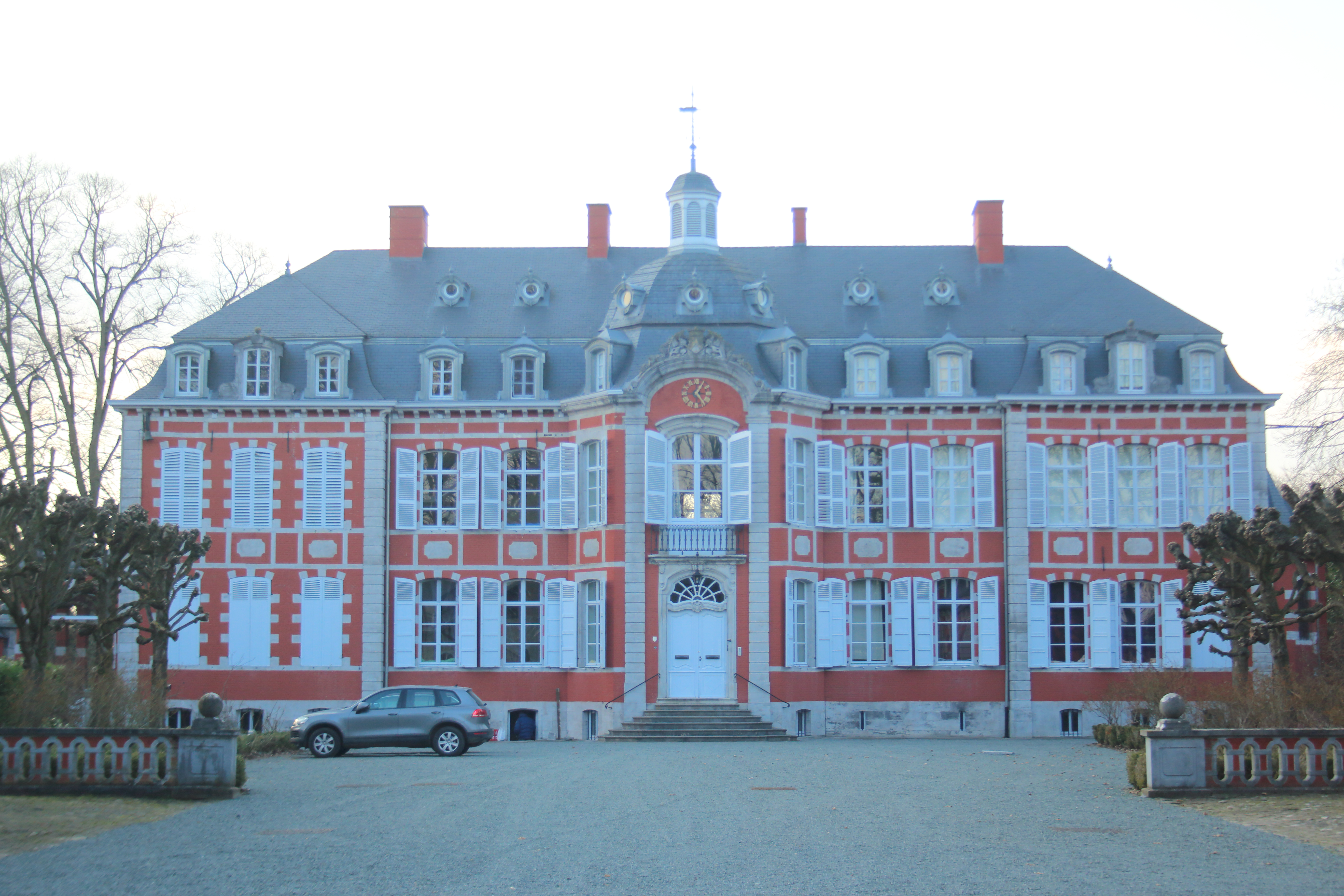
Kasteel van Thoricourt
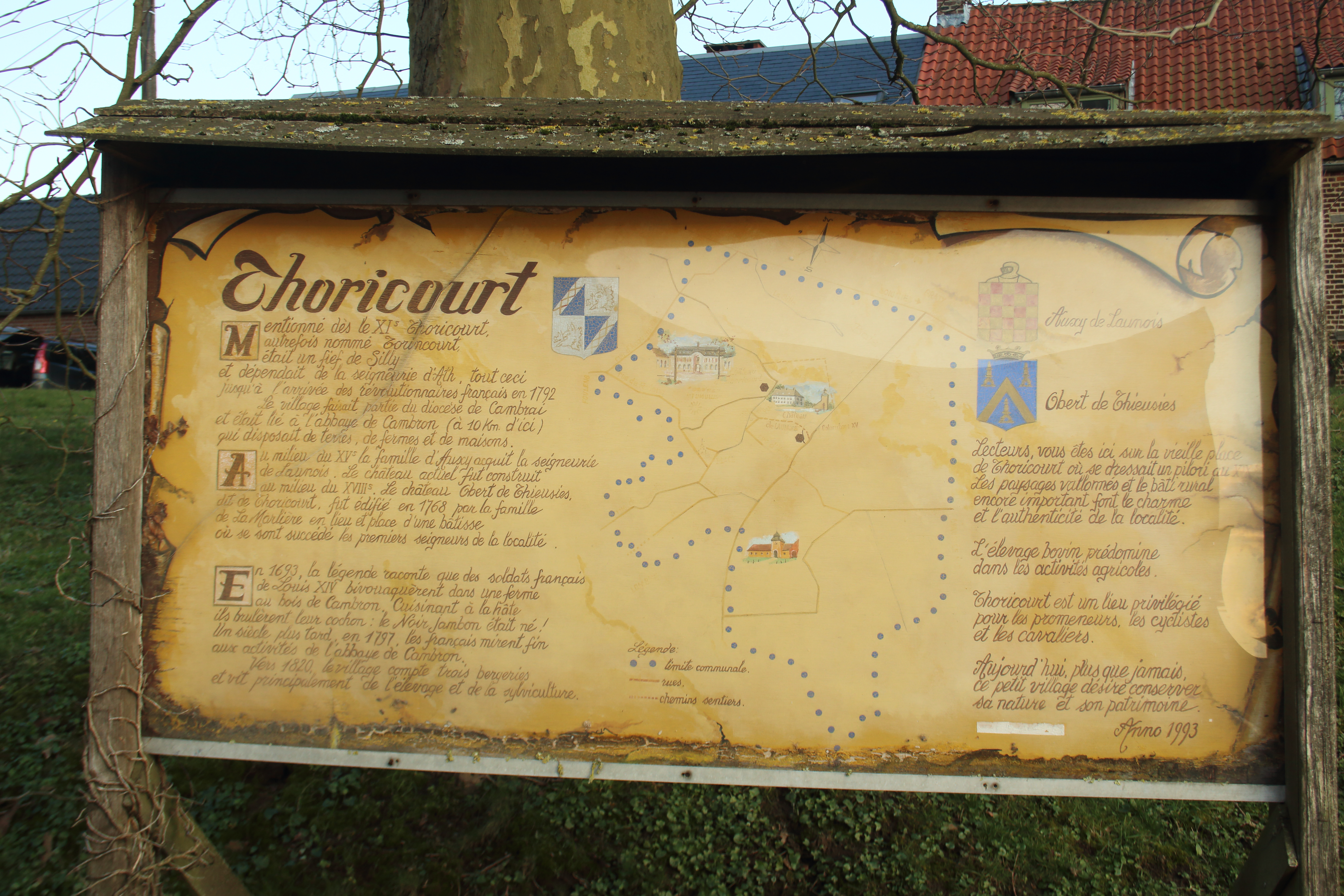
De vroegere heerlijkheid Thoricourt

## Nabijgelegen kernen
Lombise, Fouleng, Graty, Chaussée-Notre-Dame